# Codegua
Codegua – miasto w Chile, w regionie O’Higgins, w prowincji Cachapoal.